# Gabaj
Gabaj (hebr. גבאי; skarbnik, opiekun) – urzędnik gminy żydowskiej, pełniący funkcję administratora synagogi.

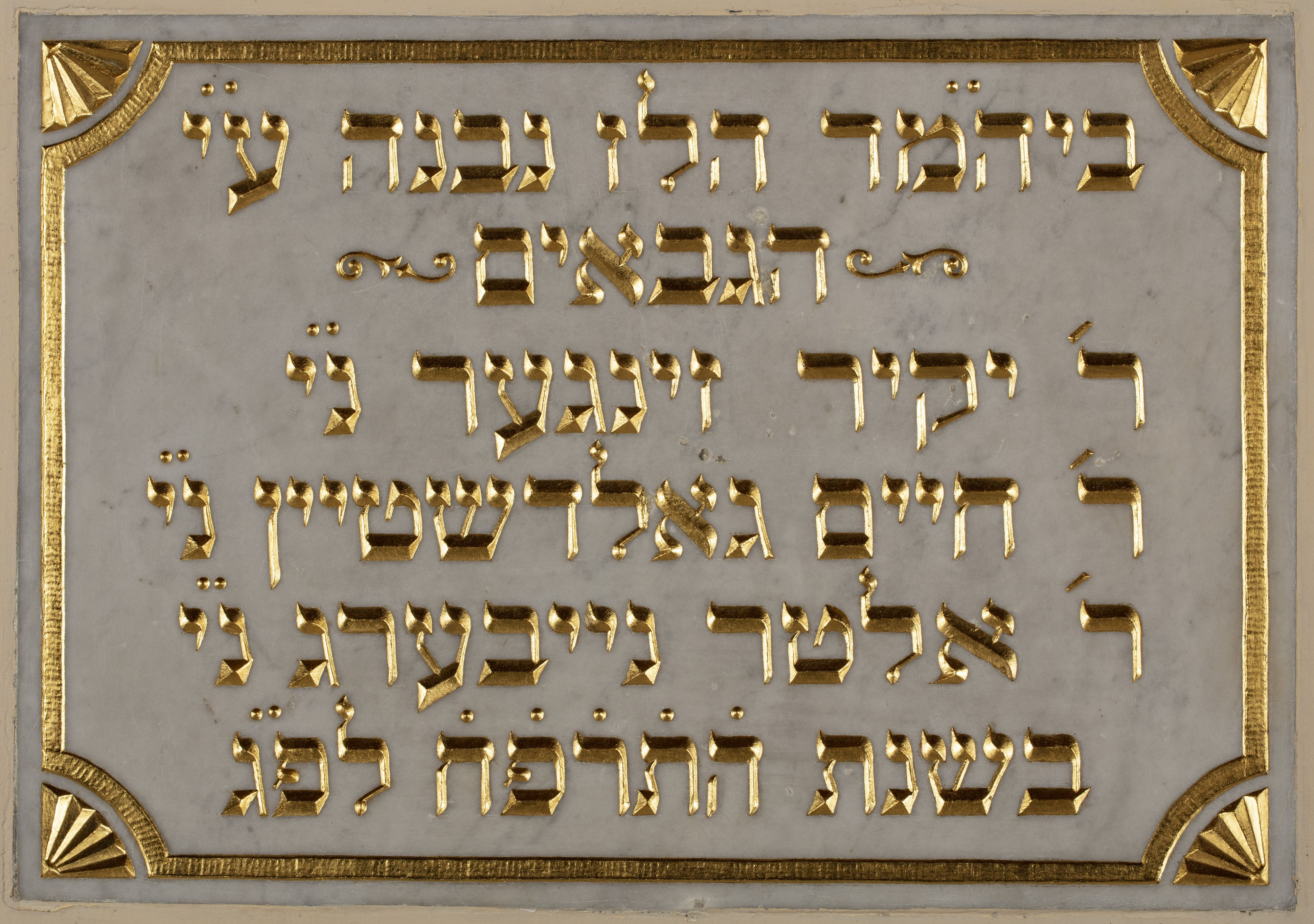
Tablica z 1928 r. poświęcona gabajom w Synagodze Chewra Lomdei Misznajot

Początkowo zadaniem gabaja była organizacja pomocy dla biednych członków gminy żydowskiej. Ściągał podatki i składki oraz zbierał darowizny, a następnie decydował o rozdziale pieniędzy między ubogich. Dysponował funduszami na utrzymanie przytułków, szpitali, pomoc dla wdów, sierot i ubogich oraz na posagi dla ubogich panien. Rozdzielał datki tak, aby ubodzy mogli obchodzić szabat i święta. Z czasem te funkcje przejęły jednak gminne bractwa dobroczynne.
Obecnie do zadań gabaja należy administrowanie synagogą, zarządzanie jej funduszami, decydowanie o rozdziale miejsc siedzących i funkcjach honorowych podczas nabożeństw. Wyznacza osoby do otwierania Aron ha-kodesz oraz kolejność wywoływania wiernych do czytania Tory.